# Tinkoff-Saxo/Saison 2015
Diese Liste beschreibt die Mannschaft und die Erfolge des Radsportteams Tinkoff-Saxo in der Saison 2015.

## Saison 2015

### Erfolge in der UCI WorldTour
| Datum           | Rennen                      | Sieger           |
| --------------- | --------------------------- | ---------------- |
| 16. März        | 6. Etappe Tirreno–Adriatico | Peter Sagan      |
| 9.–31. Mai 2015 | Gesamtwertung Giro d’Italia | Alberto Contador |
| 15. Juni        | 3. Etappe Tour de Suisse    | Peter Sagan      |
| 18. Juni        | 6. Etappe Tour de Suisse    | Peter Sagan      |
| 15. Juli        | 11. Etappe Tour de France   | Rafał Majka      |
| 5. August       | 4. Etappe Polen-Rundfahrt   | Maciej Bodnar    |
| 24. August      | 3. Etappe Vuelta a España   | Peter Sagan      |

### Erfolge in der UCI America Tour
| Datum       | Rennen                              | Kat. | Sieger          |
| ----------- | ----------------------------------- | ---- | --------------- |
| 13. Mai     | 4. Etappe Kalifornien-Rundfahrt     | 2.HC | Peter Sagan     |
| 15. Mai     | 6. Etappe Kalifornien-Rundfahrt EZF | 2.HC | Peter Sagan     |
| 10.–17. Mai | Gesamtwertung Kalifornien-Rundfahrt | 2.HC | Peter Sagan     |
| 22. August  | 6. Etappe USA Pro Challenge         | 2.HC | Roman Kreuziger |

### Erfolge in der UCI Europe Tour
| Datum        | Rennen                                       | Kat. | Sieger               |
| ------------ | -------------------------------------------- | ---- | -------------------- |
| 20. Februar  | 3. Etappe Vuelta a Andalucía                 | 2.1  | Alberto Contador     |
| 8. April     | 4. Etappe Circuit Cycliste Sarthe            | 2.1  | Manuele Boaro        |
| 22. Mai      | 3. Etappe Tour of Norway                     | 2.HC | Jesper Hansen        |
| 20.–24. Mai  | Gesamtwertung Tour of Norway                 | 2.HC | Jesper Hansen        |
| 25. Juni     | Slowakische Meisterschaft – Einzelzeitfahren | CN   | Peter Sagan          |
| 26. Juni     | Dänische Meisterschaft – Einzelzeitfahren    | CN   | Christopher Juul     |
| 28. Juni     | Slowakische Meisterschaft – Straßenrennen    | CN   | Peter Sagan          |
| 28. Juni     | Dänische Meisterschaft – Straßenrennen       | CN   | Chris Anker Sørensen |
| 6. August    | 3. Etappe Dänemark-Rundfahrt                 | 2.HC | Matti Breschel       |
| 7. August    | 4. Etappe Dänemark-Rundfahrt                 | 2.HC | Matti Breschel       |
| 8. August    | 6. Etappe Dänemark-Rundfahrt                 | 2.HC | Michael Mørkøv       |
| 4.–8. August | Gesamtwertung Dänemark-Rundfahrt             | 2.HC | Christopher Juul     |

### Zugänge – Abgänge
| Zugänge            | Team 2014           | Abgänge         | Team 2015     |
| ------------------ | ------------------- | --------------- | ------------- |
| Ivan Basso         | Cannondale          | Rory Sutherland | Movistar Team |
| Maciej Bodnar      | Cannondale          | Nicolas Roche   | Team Sky      |
| Juraj Sagan        | Cannondale          | Marko Kump      | Adria Mobil   |
| Peter Sagan        | Cannondale          | Karsten Kroon   | Karriereende  |
| Pawel Brutt        | Team Katusha        | Nicki Sørensen  | Karriereende  |
| Robert Kišerlovski | Trek Factory Racing |                 |               |

### Mannschaft
| Name                 | Geburtstag          | Nationalität |              |
| -------------------- | ------------------- | ------------ | ------------ |
| Ivan Basso           | 26. November 1977   | Italien      |              |
| Eduard Beltrán       | 18. Januar 1990     | Kolumbien    |              |
| Daniele Bennati      | 24. September 1980  | Italien      |              |
| Manuele Boaro        | 12. März 1987       | Italien      |              |
| Maciej Bodnar        | 7. März 1985        | Polen        |              |
| Matti Breschel       | 31. August 1984     | Dänemark     |              |
| Pawel Brutt          | 29. Januar 1982     | Russland     |              |
| Alberto Contador     | 6. Dezember 1982    | Spanien      |              |
| Jesper Hansen        | 23. Oktober 1990    | Dänemark     |              |
| Jesús Hernández      | 28. September 1981  | Spanien      |              |
| Christopher Juul     | 6. Juli 1989        | Dänemark     |              |
| Robert Kišerlovski   | 9. August 1986      | Kroatien     |              |
| Michal Kolář         | 21. Dezember 1992   | Slowakei     |              |
| Roman Kreuziger      | 6. Mai 1986         | Tschechien   |              |
| Rafał Majka          | 12. September 1989  | Polen        |              |
| Jay McCarthy         | 8. September 1992   | Australien   |              |
| Michael Mørkøv       | 30. April 1985      | Dänemark     |              |
| Sérgio Paulinho      | 26. März 1980       | Portugal     |              |
| Jewgeni Petrow       | 25. Mai 1978        | Russland     |              |
| Bruno Pires          | 15. Mai 1981        | Portugal     |              |
| Paweł Poljański      | 6. Mai 1990         | Polen        |              |
| Michael Rogers       | 20. Dezember 1979   | Australien   |              |
| Iwan Rowny           | 30. September 1987  | Russland     |              |
| Juraj Sagan          | 23. Dezember 1988   | Slowakei     |              |
| Peter Sagan          | 26. Januar 1990     | Slowakei     |              |
| Chris Anker Sørensen | 5. September 1984   | Dänemark     |              |
| Matteo Tosatto       | 14. Mai 1974        | Italien      |              |
| Nikolai Trussow      | 2. Juli 1985        | Russland     |              |
| Michael Valgren      | 7. Februar 1992     | Dänemark     |              |
| Oliver Zaugg         | 9. Mai 1981         | Schweiz      |              |
| Stagiaires           | Stagiaires          | Nationalität | Nationalität |
| Felix Großschartner  | Felix Großschartner | Österreich   |              |
| Michael Gogl         | Michael Gogl        | Österreich   |              |
| Antwan Tolhoek       | Antwan Tolhoek      | Niederlande  |              |